# Bordado Larisch
O bordado Larisch, também conhecido como bordado prussiano antigo ou bordado arabesco , (Larisch-Stickerei, em alemão) é um padrão especial de bordado que é usado nas abas do colarinho  dos generais alemães. Antigamente, em algumas forças armadas alemãs, as abas das mangas  também eram estilizadas com essa técnica.
Trata-se de uma estilização com base no desenho arabesco, de origem árabe, que mistura formas geométricas entrelaçadas e serve para distinguir os oficiais generais dos demais militares de patentes inferiores, os quais usavam o tradicional "litzen" (conjunto de duas linhas prateadas sobre um fundo de cor variada, a depender da arma do militar. Historicamente, é utilizada pelo Exército e pela Força Aérea alemã, sendo dispensado para os membros da Marinha.

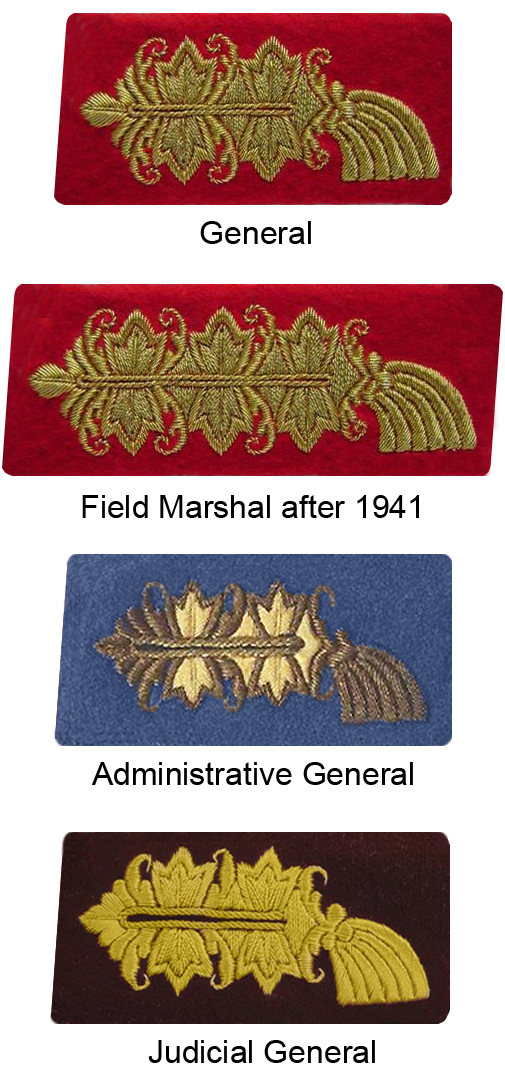
Diferentes versões do bordado arabesco

Atual versão do bordado usado pela Bundeswehr.

## Origem

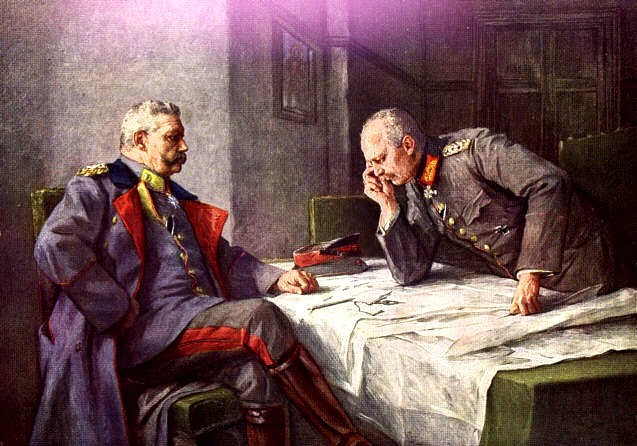
General de Infantaria Erich Ludendorff (direita), utilizando o bordado Larisch, e Marechal de Campo Paul von Hindenburg (esquerda).

O bordado veio originalmente dos uniformes do 26º Regimento de Infantaria do exército prussiano, o qual era comandado pelo General Joahann Karl Leopold von Larisch, e foi usado como decoração  de botão ao longo das lapelas do casaco. No bordado de hoje, a fenda do botão é reconhecível e a borla final, anteriormente totalmente acabada, é preservada de forma estilizada.
O Kaiser Guilherme II. determinou este bordado em 1900 como uma identificação especial para todos os generais do Império Alemão. A partir de então, os generais prussianos usavam gola ornamentadas bordadas num estilo chamado alt-Larisch. Estes dispositivos, por vezes chamados Arabesken (arabescos), eram bordados em ouro ou Celleon sintético dourado sobre suporte Hochrot (escarlate/carmesim). O fundo do bordado era ordinariamente feito na cor carmesim mas poderia adquirir a coloração rosa, azul ou mesmo vinho, a depender da cor da arma dos oficiais generais.

## Primeira e Segunda Guerras Mundiais

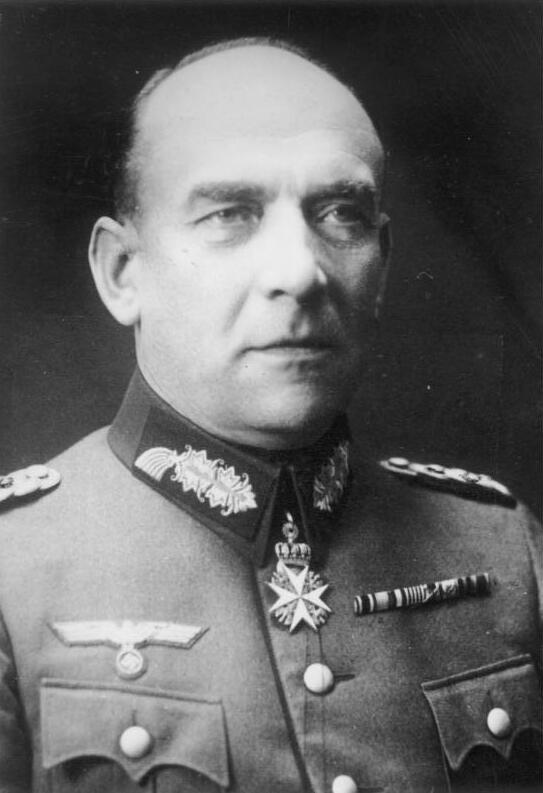
Generaloberst Nikolaus von Falkenhorst, comandante do Armee Norwegen, responsável pela Operação Weserübung

Durante a Primeira Guerra Mundial, o bordado Larisch também foi usado para os remendos da gola e manga dos intendentes gerais.
A partir da década de 30, com a chegada no Nazismo ao poder na Alemanha, houve uma reformulação de uniformes da Wehrmacht. Adotou-se a mesma cor acinzentada uriunda do uniforme do Reichsheer, e o uniforme dos generais era composto pelo bordado larisch exclusivamente no colarinho, sendo excluída a sua versão nas mangas. A formulação tradicional contava com duas figuras em formato de folhas.

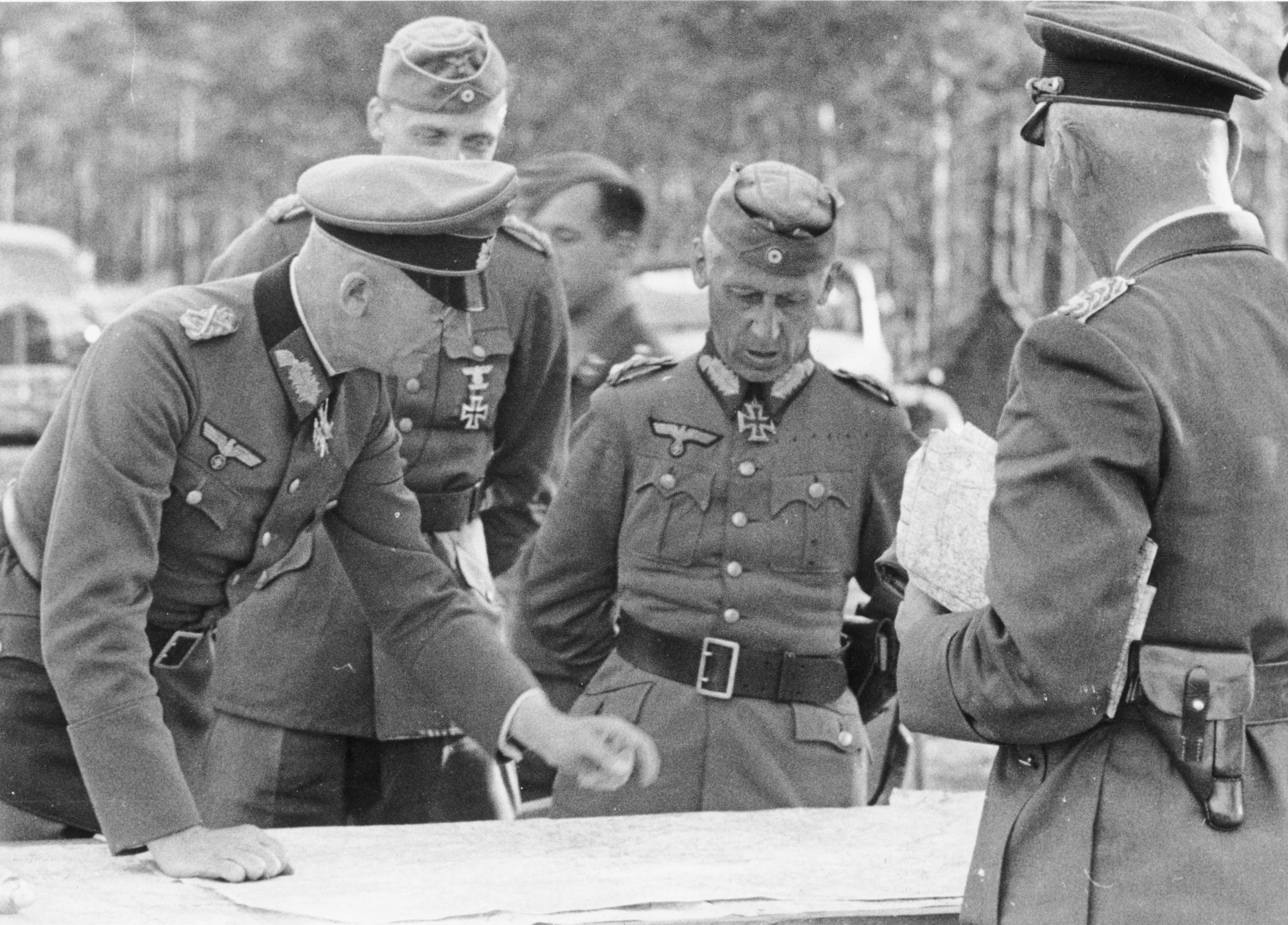
Generaloberst Hermann Hoth (esquerda), Generalfeldmarschall Fedor von Bock (centro) e Generalfeldmarschal Wolfram von Richthofen (de costas), em 08 de julho de 1941 (meses iniciais da Operação Barbarossa). Embora generais, o borado do marechal von Bock é consideravelmente maior do que os demais devido ao seu posto.

Um formulário especial foi introduzido para marechais de campo a partir de 1940. Este era um pouco mais comprido e a decoração em forma de folha no meio do bordado se estendia em número de uma a mais. Contrastando com o restante do unforme, o bordado oferecia clara possibilidade de se identificar um general alemão, o qual passava a usá-lo a partir do posto de Generalmajor.
Os oficiais gerais do Serviço Especial de Tropas (Truppensonderdienst - TDS) e das carreiras especializadas (médico, veterinário, artilharia e parque automóvel) usavam a mesma insígnia até Abril de 1944, quando lhes foi ordenado que trocassem as suas abas escarlate Kragenpatten por abas alt-Larisch apoiadas nas suas respectivas Waffenfarbe, cujas cores poderiam variar para azul claro (serviços administrativos), azul escuro (serviços médicos), vinho (serviços jurídicos) etc.

## Atualmente

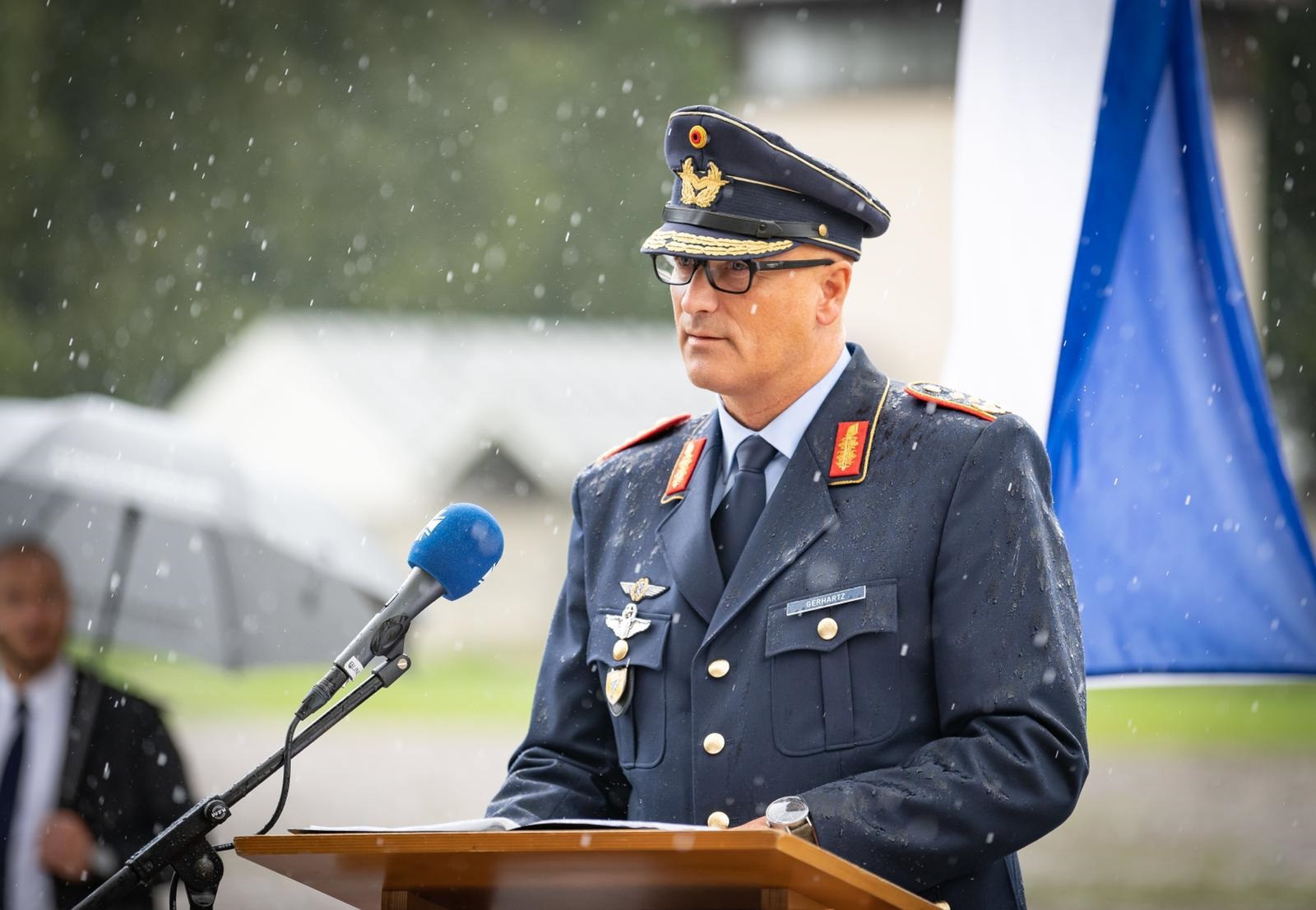
Generalleutnant Ingo Gerhartz, inspetor da Força Aérea Alemã (Luftwaffe)

Hodiernamente, mesmo após o o fim da Segunda Guerra Mundial e a desnazificação da Alemanha, algumas tradições militares permaneceram. Com a reformulação da Bundeswehr, na década de 50, os uniformes passaram novamente a adotar o bordado larisch para os oficiais generais, o mesmo sendo aplicado quanto ao litzen para os subalternos. É utilizada pelos membros do Heer e da Luftwaffe em seus uniformes, não obstante o tamanho do bordado tenha sido significativamente reduzido nestes uniformes mais modernos.